# Joana Hählen
Joana Hählen, född 23 januari 1992, är en schweizisk alpin skidåkare som debuterade i världscupen den 29 november 2013 i Beaver Creek i USA. Hennes första pallplats i världscupen kom när hon slutade tvåa i tävlingen i störtlopp den 23 februari 2019 i Crans-Montana i Schweiz.